# Виленская уния
Виле́нская у́ния — договор, заключённый 28 ноября 1561 года в Вильне между Сигизмундом II, великим князем литовским и королём польским, и Готхардом Кетлером, ландмейстером Тевтонского ордена в Ливонии, ознаменовавший распад Ливонской конфедерации и переход её части под польское правление.
В соответствии с этим документом, на части земель Ливонского ордена образовывалось светское государство — Герцогство Курляндское и Семигальское во главе с Готхардом Кетлером в качестве герцога, который признавал себя вассалом Великого Княжества Литовского, а остальная, большая часть территории отходила Великому княжеству Литовскому.
По Вильнюсскому договору Ливонский орден, основанный в 1237 г., свое существование закончил. В XIII-XV вв. Орден представлял серьезную опасность для Великого княжества Литовского. Ликвидация Ордена повышала престиж ВКЛ.

## Историческое значение
До 1561 г.  понятие "Ливония" сузилось от всей территории Ливонской Конфедерации до собственно ливонской провинции севернее Двины и герцогства Курляндского, а также княжества Эстонского - доминиона Шведской Ливонии. Остров Эзель до 1645 г. находился под правлением Дании.
С этим регионом исторически взаимодействовала не столько Польша, сколько Великое княжество Литовское, именно позиция литовской стороны более всего влияла на отношения между Ливонией и польско-литовским государством.